# Szamosszeg
Szamosszeg är en ort i Ungern.   Den ligger i provinsen Szabolcs-Szatmár-Bereg, i den nordöstra delen av landet, 250 km öster om huvudstaden Budapest. Szamosszeg ligger 108 meter över havet och antalet invånare är 2 084.
Terrängen runt Szamosszeg är mycket platt. Runt Szamosszeg är det ganska tätbefolkat, med 104 invånare per kvadratkilometer. Närmaste större samhälle är Vásárosnamény, 9,7 km norr om Szamosszeg. Trakten runt Szamosszeg består till största delen av jordbruksmark.